# Izzy Stevens
Izzy Stevens es una actriz australiana, más conocida por haber interpretado a Eileen Leigh en la serie Underbelly: Razor.

## Carrera
En 2011 se unió al elenco recurrente de la serie Underbelly: Razor, donde interpretó a Eileen Leigh. En 2012 se unió al elenco recurrente de la serie Puberty Blues, donde dio vida a Tracey Smart hasta 2014.

## Filmografía

### Series de televisión
| Año             | Serie                 | Personaje     | Notas        |
| --------------- | --------------------- | ------------- | ------------ |
| 2016 - presente | The Unfortunate Files | Frankie Files | miniserie    |
| 2012 - presente | Puberty Blues         | Tracey Smart  | 17 episodios |
| 2012            | Skit Box              | Clienta       | -            |
| 2011            | Underbelly: Razor     | Eileen Leigh  | 13 episodios |

### Películas
| Año  | Título | Personaje | Notas                                                                                      |
| ---- | ------ | --------- | ------------------------------------------------------------------------------------------ |
| 2012 | To Be  | Hamlet    | corto - junto a Diane Kaye Alde, Melanie Araya, Emma Campbell, Leo King Hii y Kathy Nguyen |